# Butea (gmina)
Butea – gmina w Rumunii, w okręgu Jassy. Obejmuje miejscowości Butea i Miclăușeni. W 2011 roku liczyła 3698 mieszkańców.